# Грејс Рид
Грејс Рид (енгл. Grace Reid; Единбург, 9. мај 1996) елитна је британска скакачица у воду и чланица репрезентација Уједињеног Краљевства и Шкотске у овом спорту. Њена специјалност су скокови са даске са висине од 1 и 3 метра, како у појединачној тако и у конкуренцији синхронизованих парова.
Први значајнији успех у каријери остварила је на европском јуниорском првенству 2010. када је у категорији девојчица 10−15 година старости освојила сребрну меаљу у скоковима са даске са 1 метар висине. Исте године учестовала је и на сениорском европском првенству али није успела да прође квалификације у скоковима са даске 3 м, док је на Играма Комонвелта заузела 6. место у истој дисциплини. Захваљујући одличним наступима на европском првенству 2016. где је успела да освоји и прве сениорске медаље (злато у мешовитим паровима скокова са даске и бронзу у скоковима са даске 3 м), изборила се и за наступ на ЛОИ 2016. у Рију. У Рију се Грејс такмичила у појединачним скоковима са даске 3м и са освојеним 8. местом остварила најбољи резултат у дотадашњој каријери.
Годину дана касније на светском првенству 2017. у Будимпешти освојила је и своју прву медаљу на светским првенствима, сребро у микс скоковима са даске у пару са Томом Дејлијем. На истом првенству такмичила се и у преостале две дисциплине скокова са трометарске даске, у појединачним скоковима била је 4, а у синхронизованим у пару са Кетрин Торанс на 5. месту.